# ダーリン (ザ・ビーチ・ボーイズの曲)
「ダーリン」（Darlin' ）は、ザ・ビーチ・ボーイズが1967年に発表した楽曲。

## 概要
作詞作曲はブライアン・ウィルソンとマイク・ラヴ。1967年10月、ブライアンは友人のダニー・ハットンが中心になって結成したグループ「レッドウッド」に提供することを企図して本作品を制作したものの、結局彼らのバージョンは発表されなかった。同年12月18日にシングルA面曲として発表された。B面はアルバム『ペット・サウンズ』に収録されていた「ヒア・トゥデイ」。本作品は同時に発売されたアルバム『ワイルド・ハニー』にも収録されている。リード・ボーカルはカール・ウィルソンである。レッドウッドは翌年1968年、スリー・ドッグ・ナイトとグループ名を改めた。
1968年2月3日から2月10日にかけて2週続けてビルボード・Hot 100の19位を記録。イギリスでは同年に「カントリー・エア」をB面に据えて発売、チャートの11位を記録した。
なお本作品は1964年にブライアン・ウィルソンとマイク・ラヴがシャロン・マリーのために書いた「Thinkin' 'Bout You Baby」の改作である。同楽曲はいくつかのコンピレーション・アルバムへの収録を経て、2003年2月7日発売の『Pet Projects: The Brian Wilson Productions』に収録された。
ステレオ・ミックスは発表当時は制作されず、40年以上経った2012年にベスト・アルバム『グレイテスト・ヒッツ デラックス・エディション ～偉大なる50年～』収録の際に初めて作成された。なおステレオ・ミックスは編集の違いで都合3バージョンが制作されている。
- 『グレイテスト・ヒッツ デラックス・エディション ～偉大なる50年～』に収録された最初のステレオ・ミックスは1分57秒あたりのカールのリードが欠落していた。
- 2013年発売の『カリフォルニアの夢』にはその部分を復活させたバージョンを収録。ただしモノラル・バージョンと同じように編集されており、「Darlin'」の「D」の部分の発音が欠落している。
- 2017年発売の『1967 - サンシャイン・トゥモロウ』ではモノラルで欠落していた「D」の部分も復元されている。また全体のエコーが薄められるなどモノラル・バージョンの質感に近づけられている。

「ダーリン」はコンサートの定番曲となり、『ビーチ・ボーイズ '69 (ライヴ・イン・ロンドン)』、『ビーチ・ボーイズ・イン・コンサート』、『ライヴ・アット・ネブワース 1980』など多くのライブ・アルバムに収録されている。

## 主なカバー・バージョン
- ペーパー・ドールズ - 1968年のアルバム『ペーパー・ドールズ・ハウス』に収録。
- ハーブ・アルパート&ザ・ティファナ・ブラス - 1971年のアルバム『Summertime』に収録。
- シュガー・ベイブ - 1974年7月11日に読売ホールで行われた公開録音コンサートで演奏。
- デヴィッド・キャシディ - 1975年のアルバム『青春のポートレート』に収録。
- トリアンヴィラート - 1978年のアルバム『A la Carte』に収録。
- 山下達郎 - 1983年4月発売のシングル「高気圧ガール」のB面として発表。翌年、アルバム『BIG WAVE』に収録された。
- ザ・ペンフレンドクラブ - 2014年のアルバム『Sound Of The Pen Friend Club』に収録。
- シー&ヒム - 2020年5月11日、メンバーのズーイー・デシャネルとM・ウォードがそれぞれ自宅で演奏した映像をミックスして配信[6]。

## ドラマ内での「ダーリン」
- アメリカのシチュエーションコメディドラマ「ビッグバン★セオリー ギークなボクらの恋愛法則」のシーズン9 第10話において、使用されている。